# 5266 Раух
5266 Раух (5266 Rauch) — астероїд головного поясу, відкритий 29 вересня 1973 року.
Тіссеранів параметр щодо Юпітера — 3,294.